# Ron Howard
Ronald William "Ron" Howard (născut la 1 martie 1954, Duncan, statul Oklahoma) este un regizor, producător și actor american, actor și realizator a mai multe filme cunoscute.

## Filmografie

### Regizor
| An   | Titlu                             | Note                              |
| ---- | --------------------------------- | --------------------------------- |
| 1969 | Old Paint                         | Short; credited as Ronny Howard   |
| 1969 | Deed of Derring-Do                | Short; credited as Ronny Howard   |
| 1969 | Cards, Cads, Guns, Gore and Death | Short; credited as Ronny Howard   |
| 1977 | Grand Theft Auto                  |                                   |
| 1978 | Cotton Candy                      | TV movie                          |
| 1980 | Skyward                           | TV movie; also executive producer |
| 1981 | Through the Magic Pyramid         | TV movie; also executive producer |
| 1982 | Night Shift                       |                                   |
| 1983 | Littleshots                       | TV movie; also executive producer |
| 1984 | Splash                            |                                   |
| 1985 | Cocoon                            |                                   |
| 1986 | Gung Ho                           | Also executive producer           |
| 1987 | Take Five                         | TV movie                          |
| 1988 | Willow                            |                                   |
| 1989 | Parenthood                        |                                   |
| 1991 | Backdraft                         |                                   |
| 1992 | Far and Away                      | Also producer                     |
| 1994 | The Paper                         |                                   |
| 1995 | Apollo 13                         |                                   |
| 1996 | Ransom                            |                                   |
| 1999 | EDtv                              | Also producer                     |
| 2000 | How the Grinch Stole Christmas    | Also producer                     |
| 2001 | A Beautiful Mind                  | Also producer                     |
| 2003 | The Missing                       | Also producer                     |
| 2005 | Cinderella Man                    | Also producer                     |
| 2006 | The Da Vinci Code                 | Also producer                     |
| 2008 | Frost/Nixon                       | Also producer                     |
| 2009 | Angels & Demons                   | Also producer                     |
| 2011 | The Dilemma                       | Also producer                     |
| 2013 | Rush                              | Also producer                     |
| 2013 | Made in America                   | Also producer                     |
| 2015 | In the Heart of the Sea           | Also producer                     |
| 2015 | Inferno                           |                                   |

### Producător
| An           | Film                                  | Note                           |
| ------------ | ------------------------------------- | ------------------------------ |
| 1980         | Leo and Loree                         | Executive producer             |
| 1981         | Skyward Christmas                     | Executive producer; TV movie   |
| 1983         | When Your Lover Leaves                | Executive producer; TV movie   |
| 1984–1985    | Maximum Security                      | Executive producer; TV series  |
| 1985         | No Greater Gift                       | Executive producer; TV special |
| 1985         | Into Thin Air                         | Executive producer; TV movie   |
| 1986         | The Lone-Star Kid                     | Executive producer; TV movie   |
| 1987         | Take Five                             | Executive producer; TV movie   |
| 1987         | No Man's Land                         | Executive producer             |
| 1988         | Poison                                | Executive producer; TV movie   |
| 1988         | Vibes                                 | Executive Producer             |
| 1988         | Clean and Sober                       |                                |
| 1989         | The 'Burbs                            |                                |
| 1990–1991    | Parenthood (1990 TV series)           | Executive producer; TV series  |
| 1991         | The Doors                             | Uncredited                     |
| 1991         | Closet Land                           | Executive producer             |
| 1996         | The Chamber                           |                                |
| 1997         | Inventing the Abbotts                 |                                |
| 1998         | From the Earth to the Moon            | TV miniseries                  |
| 1998–2000    | Sports Night                          | Executive producer; TV series  |
| 1998–2002    | Felicity                              | Executive producer; TV series  |
| 1999–2001    | The PJs                               | Executive producer; TV series  |
| 1999         | Student Affairs                       | TV movie                       |
| 1999         | Mullholland Drive                     | Executive producer; TV movie   |
| 1999         | Beyond the Mat                        | Documentary                    |
| 2000         | Wonderland                            | TV series                      |
| 2000         | Silicon Follies                       | Executive producer; TV movie   |
| 2001         | The Beast                             | Executive producer; TV series  |
| 2003         | The Snobs                             | Executive producer; TV series  |
| 2003         | The Break                             | Executive producer; TV movie   |
| 2004         | Alamo                                 |                                |
| 2005         | Inside Deep Throat                    | Uncredited                     |
| 2006         | Curious George                        |                                |
| 2006–present | Curious George (TV series)            | TV series                      |
| 2008         | Changeling                            |                                |
| 2010         | Curious George 2: Follow That Monkey! |                                |
| 2010–present | Parenthood (2010 TV series)           | Executive producer; TV series  |
| 2011         | Restless                              |                                |
| 2011         | Cowboys & Aliens                      |                                |
| 2011         | When You Find Me                      | Executive producer; short film |
| 2012         | Katy Perry: Part of Me                | Executive producer             |
| 2012         | The Great Escape                      | Executive producer; TV series  |
| 2003, 2013   | Arrested Development                  | Executive producer; TV series  |

### Actor

#### Film
| An   | Film                             | Rol                                                | Note                                          |
| ---- | -------------------------------- | -------------------------------------------------- | --------------------------------------------- |
| 1956 | Frontier Woman                   | Bit Part                                           | Uncredited                                    |
| 1959 | The Journey                      | Billy Rhinelander                                  |                                               |
| 1961 | Five Minutes to Live             | Bobby                                              | AKA Door to Door Maniac                       |
| 1962 | The Music Man                    | Winthrop Paroo                                     |                                               |
| 1963 | The Courtship of Eddie's Father  | Eddie                                              |                                               |
| 1965 | Village of the Giants            | Genius                                             |                                               |
| 1970 | The Wild Country                 | Virgil Tanner                                      |                                               |
| 1970 | Smoke                            | Chris                                              | TV movie                                      |
| 1973 | American Graffiti                | Steve Bolander                                     |                                               |
| 1973 | Happy Mother's Day, Love George  | Johnny                                             |                                               |
| 1974 | Locusts                          | Donny Fletcher                                     | TV movie                                      |
| 1974 | The Spikes Gang                  | Les Richter                                        |                                               |
| 1974 | The Migrants                     | Lyle Barlow                                        | TV movie                                      |
| 1975 | Huckleberry Finn                 | Huckleberry Finn                                   | TV movie                                      |
| 1976 | The First Nudie Musical          | Auditioning actor                                  | Uncredited                                    |
| 1976 | Eat My Dust!                     | Hoover Niebold                                     |                                               |
| 1976 | The Shootist                     | Gillom Rogers                                      |                                               |
| 1976 | I'm a Fool                       | Andy                                               | TV movie                                      |
| 1977 | Grand Theft Auto                 | Sam Freeman                                        |                                               |
| 1979 | More American Graffiti           | Steve Bolander                                     |                                               |
| 1980 | Act of Love                      | Leon Cybulkowski                                   | TV movie                                      |
| 1981 | Bitter Harvest                   | Ned De Vries                                       | TV movie                                      |
| 1981 | Fire on the Mountain             | Lee Mackie                                         | TV movie                                      |
| 1982 | Night Shift                      | Annoying Sax Player/Boy Making out with Girlfriend | Uncredited                                    |
| 1983 | When Your Lover Leaves           |                                                    | TV movie; uncredited; also executive producer |
| 1986 | Return to Mayberry               | Opie Taylor                                        | TV movie                                      |
| 1988 | Channel 99                       | Himself                                            | TV movie                                      |
| 1992 | The Magical World of Chuck Jones | Himself                                            | Documentary                                   |
| 1998 | One Vision                       | Himself                                            | Documentary                                   |
| 1998 | Welcome to Hollywood             | Himself                                            |                                               |
| 2000 | The Independent                  | Himself                                            |                                               |
| 2000 | How the Grinch Stole Christmas   | Whoville Townsperson                               | Uncredited                                    |
| 2001 | Osmosis Jones                    | Tom Colonic                                        | Voice                                         |
| 2001 | A Beautiful Mind                 | Man at Governor's Ball                             | Uncredited                                    |
| 2004 | Tell Them Who You Are            | Himself                                            | Documentary                                   |
| 2007 | In the Shadow of the Moon        | Himself                                            | Documentary                                   |
| 2011 | The Death and Return of Superman | Max's Son                                          | Short                                         |
| 2013 | From Up on Poppy Hill            | Akio Kazama                                        | Voice                                         |

#### Televiziune
| An         | Titlu                             | Rol                                       | Note                                                              |
| ---------- | --------------------------------- | ----------------------------------------- | ----------------------------------------------------------------- |
| 1959       | Johnny Ringo                      | Ricky Parrot                              | 1 episode: "The Accused"                                          |
| 1959       | Five Fingers                      |                                           | 1 episode: "Station Break"                                        |
| 1959       | The Twilight Zone                 | Wilcox Boy                                | 1 episode: "Walking Distance"                                     |
| 1959       | The DuPont Show with June Allyson | Wim Wegless                               | 1 episode: "Child Lost"                                           |
| 1959       | Dennis the Menace                 | Stewart                                   | 6 episodes                                                        |
| 1959       | The Many Loves of Dobie Gillis    | Dan Adams/Georgie/Little Boy with Ray Gun | 4 episodes                                                        |
| 1959       | General Electric Theater          | Barnaby Baxter/Randy                      | 2 episodes                                                        |
| 1959       | Hennesey with Jackie Cooper       | Walker                                    | "The Baby Sitter"                                                 |
| 1960       | The Danny Thomas Show             | Opie Taylor                               | 1 episode: "Danny Meets Andy Griffith"                            |
| 1960       | Cheyenne                          | Timmy                                     | 1 episode: "Counterfeit Gun"; uncredited                          |
| 1960       | Pete and Gladys                   | Tommy                                     | 1 episode: "The Goat Story"                                       |
| 1960–1968  | The Andy Griffith Show            | Opie Taylor                               | 209 episodes                                                      |
| 1962       | Route 66                          | Chet Duncan                               | 1 episode: "Poor Little Kangaroo Rat"                             |
| 1962       | The New Breed                     | Tommy Simms                               | 1 episode: "So Dark the Night"                                    |
| 1963       | The Eleventh Hour                 | Barry Stewart                             | 1 episode: "Is Mr. Martian Coming Back?"                          |
| 1964       | The Great Adventure               | Daniel Waterhouse                         | 1 episode: "Plague"                                               |
| 1964       | Dr. Kildare                       | Jerry Prentice                            | 1 episode: "A Candle in the Window"                               |
| 1964       | The Fugitive                      | Gus                                       | 1 episode: "Cry Uncle"                                            |
| 1965       | The Big Valley                    | Tommy                                     | 1 episode: "Night of the Wolf"                                    |
| 1966       | Gomer Pyle, U.S.M.C.              | Opie Taylor                               | 1 episode: "Opie Joins the Marines"                               |
| 1966       | I Spy                             | Alan Loden                                | 1 episode: "Little Boy Lost"                                      |
| 1967       | The Monroes                       | Timothy Prescott                          | 1 episode: "Teaching the Tiger to Purr"                           |
| 1967       | Gentle Ben                        | Jody Cutler                               | 1 episode: "Green-Eyed Bear"                                      |
| 1968       | Mayberry R.F.D.                   | Opie Taylor                               | 1 episode: "Andy and Helen Get Married"                           |
| 1968       | The F.B.I.                        | Jess Orkin                                | 1 episode: "The Runaways"                                         |
| 1968       | Lancer                            | Turk Caudle/Willy                         | 2 episodes                                                        |
| 1969       | Judd for the Defense              | Phil Beeton                               | 1 episode: "Between the Dark and the Daylight"                    |
| 1969       | Daniel Boone                      | Luke                                      | 1 episode: "A Man Before His Time"                                |
| 1969       | Gunsmoke                          | Jamie                                     | 1 episode: "Charlie Noon"                                         |
| 1969       | Land of the Giants                | Jodar                                     | 1 episode: "Genus At Work"                                        |
| 1970       | The Headmaster                    | Tony Landis                               | 1 episode: "Will the Real Mother of Tony Landis Please Stand Up?" |
| 1970       | Lassie                            | Gary                                      | 1 episode: "Gary Here Comes Glory!" Part 1 & 2                    |
| 1971       | The Smith Family                  | Bob Smith                                 | 39 episodes                                                       |
| 1972       | Love, American Style              | Richard 'Richie' Cunningham               | 1 episode: "Love and the Happy Days"                              |
| 1972       | The Bold Ones: The New Doctors    | Cory Merlino                              | 1 episode: "Discovery at Fourteen"                                |
| 1972       | Bonanza                           | Ted Hoag                                  | 1 episode: "The Initiation"                                       |
| 1973       | M*A*S*H                           | Private Walter/ Wendell Peterson          | 1 episode: "Sometimes You Hear the Bullet"                        |
| 1974       | The Waltons                       | Seth Turner                               | 1 episode: "The Gift"                                             |
| 1974       | Happy Days                        | Richard 'Richie' Cunningham               | 171 episodes                                                      |
| 1976       | Laverne & Shirley                 | Richie Cunningham                         | 2 episodes                                                        |
| 1980       | The Fonz and the Happy Days Gang  | Richie Cunningham (voice)                 | 1 episode: "King for a Day"                                       |
| 1999       | The Simpsons                      | Himself (voice)                           | 2 episodes                                                        |
| 1999       | Frasier                           | Stephen (voice)                           | 1 episode: "Good Samaritan"                                       |
| 2003, 2013 | Arrested Development              | Narrator, Himself                         | 68 episodes; also executive producer                              |